# Josef Zemann
Josef Zemann (* 25. Mai 1923 in Wien; † 16. Oktober 2022 ebenda) war ein österreichischer Mineraloge und Geologe.
Zemann studierte Mineralogie an der Universität Wien, an der er 1946 bei Felix Machatschki promoviert wurde. 1951/52 war er bei Martin J. Buerger am Massachusetts Institute of Technology. Er wurde Professor und Leiter des Instituts für Mineralogie und Kristallographie an der Universität Göttingen und ab 1967 Leiter des Instituts für Mineralogie und Kristallographie an der Universität Wien. 1989 emeritierte er.
Zemann war Mitglied der Österreichischen Akademie der Wissenschaften, der Göttinger Akademie der Wissenschaften, der Leopoldina (seit 1984), der Kroatischen, Polnischen (PAU) und der Ungarischen Akademie der Wissenschaften. 1991 wurde er Ehrenmitglied der Deutschen Mineralogischen Gesellschaft und er war Ehrenmitglied der Österreichischen Mineralogischen Gesellschaft. 1984 erhielt er den Erwin Schrödinger-Preis.
Das Mineral Zemannit ist nach ihm benannt.